# Комаров, Вячеслав Васильевич
Вячесла́в Васи́льевич Комаро́в (род. 1 января 1950 года) — советский и украинский ученый-юрист, кандидат юридических наук, профессор, академик Национальной академии правовых наук Украины, заслуженный юрист Украины.

## Биография
Родился 1 января 1950 года в городе Комсомольское Старобешевского района Донецкой области.
В 1976 году окончил Харьковский юридический институт, в 1979 году — аспирантуру. Работал на должностях ассистента, заместителя декана факультета, старшего преподавателя.
С 1982 года — заведующий кафедрой гражданского процесса Харьковского юридического института.
С 1988 года — проректор по учебной работе Национальной юридической академии Украины им. Ярослава Мудрого (ныне — Национальный университет «Юридическая академия Украины имени Ярослава Мудрого»). В 1980 году защитил диссертацию на соискание ученой степени кандидата юридических наук. Ученое звание профессора присвоено в 1990 г.
С 1993 года — член-корреспондент, а с 2004 года — действительный член (академик) Национальной академии правовых наук Украины.
С 1997 по 2001 годы — первый президент Ассоциации украинских юридических школ, один из инициаторов создания этой организации.

## Научная работа
Главными направлениями научных исследований являются теоретические проблемы гражданского процесса, хозяйственного правосудия, нотариата и международного коммерческого арбитража.
Подготовил 17 кандидатов юридических наук. Опубликовал более 150 научных и других трудов.
В составе группы Кабинета Министров Украины принимал участие в разработке проекта Гражданского процессуального кодекса Украины, принятого в 2004 г., модельного Гражданского процессуального кодекса стран СНГ, ряда других законов Украины, а также концепции развития высшего юридического образования, был разработчиком проекта Государственной программы развития высшего юридического образования на Украине, утвержденной 10 апреля 2001 г. Постановлением Кабинета Министров Украины. Подготовил инициативный проект Кодекса коммерческого судопроизводства Украины.
Возглавлял рабочую группу Министерства образования и науки Украины по разработке Государственных стандартов высшего юридического образования. Заместитель председателя научно-методической комиссии по праву Министерства образования и науки Украины, Экспертной комиссии по праву Государственной аккредитационной комиссии Украины. В течение многих лет был заместителем председателя профессионального совета по праву Государственной аккредитационной комиссии Украины, член Научно-консультативного совета Верховного Суда Украины, член Научно-консультативного совета Высшего административного суда Украины, а также Научно-методического совета при Министерстве юстиции Украины. Член редколлегии научных сборников «Проблемы законности», «Вестник Академии правовых наук Украины», журналов «Нотариат для Вас», «Малая энциклопедия нотариуса», «Частное право и предпринимательство» и др.

## Награды
- Заслуженный юрист Украины (1998).
- Лауреат премии имени Ярослава Мудрого (2001).
- Лауреат конкурсов Союза юристов Украины на лучшее юридическое издание (2000, 2001).
- Орден «За заслуги» III степени (2005)
- Лауреат Международного рейтинга достижений и популярности «Лидеры XXI века» (2006).

## Некоторые работы
- Субъекты гражданского процессуального права : Текст лекций / В. В. Комаров, П. И. Радченко ; Харьк. юрид. ин-т им. Ф. Э. Дзержинского, Харьков, 1990.
- Участие третьих лиц и прокурора в гражданском судопроизводстве : Текст лекций / В. В. Комаров, П. И. Радченко ; Харьк. юрид. ин-т им. Ф. Э. Дзержинского, Харьков, 1991.
- Гражданские процессуальные правоотношения и их субъекты : [Учеб. пособие для спец. 02.11] / В. В. Комаров, П. И. Радченко ; М-во высш. и сред. спец. образования УССР, Учеб.-метод. каб. по высш. образованию, Харьк. юрид. ин-т им. Ф. Э. Дзержинского, Киев УМКВО, 1991.
- Гражданин обратился в суд / В. В. Комаров, Киев, Общ. «Знание» УССР, 1991.